# بوستان جنگلی النگدره
اَلَنْگْدَرّه (الفبای آوانگاری بین‌المللی:/ælæŋdæɿɿe/) بوستانی جنگلی در استان گلستان، شهرستان گرگان واقع در بلوار ناهارخوران و در میان مناطق مسکونی است.

## خصوصیات
بوستان جنگلی النگدره، دارای وسعتی به مساحت ۱۸۵ کیلومتر و چشم‌اندازی منحصر به فرد است و به عنوان یکی از ۷ منطقه نمونه گردشگری کشور و همچنین بوستان جنگلی شاخص شمال کشور انتخاب و معرفی شده‌است. هوای جنگل حداقل ۱۰ درجه خنک‌تر از نقاط شهری است. در دامنه جنگل پوشش گیاهی ویژه و همچنین رودخانه و چشمه‌هایی وجود دارد.
رودخانه قلاشی از قسمت جنوب بوستان تا شمال امتداد دارد و تقریباً از وسط آن می‌گذرد. در نزدیکی این رودخانه، ۳ چشمه آب وجود داردو پوشش گیاهی ابن جنگل را درختان انجیلی و ممرز، توسکا، لرگ، افرا، بلوط، بید، شیردار و خردمندی تشکیل می‌دهد.
در حال حاضر امکان تردد ماشین به این بوستان جنگلی وجود ندارد و مردم به راحتی می‌توانند از فضای این جنگل به راحتی استفاده کنند.

## مشخصات[۲]
- طول جغرافیایی: ً ۴۴ َ ۲۶ °۵۴
- عرض جغرافیایی: ً ۴۳ َ ۴۷ °۳۶
- نوع جاذبه :طبیعی
- اقلیم منطقه: معتدل و مرطوب و نیمه مرطوب
- مساحت منطقه: ۱۸۵ هکتار
- توپوگرافی منطقه: دشت
- پوشش گیاهی منطقه: جنگل
- منابع آب موجود: چاه و آبهای سطحی

## امکانات
- برق‌رسانی
- سرویس‌های بهداشتی
- نمازخانه
- زمین ورزش
- اردوگاه
- ساختمان نگهبانی
- پارک کودک
- فروشگاه
- مجتمع تفریحی
- اجاره دوچرخه

## نگارخانه

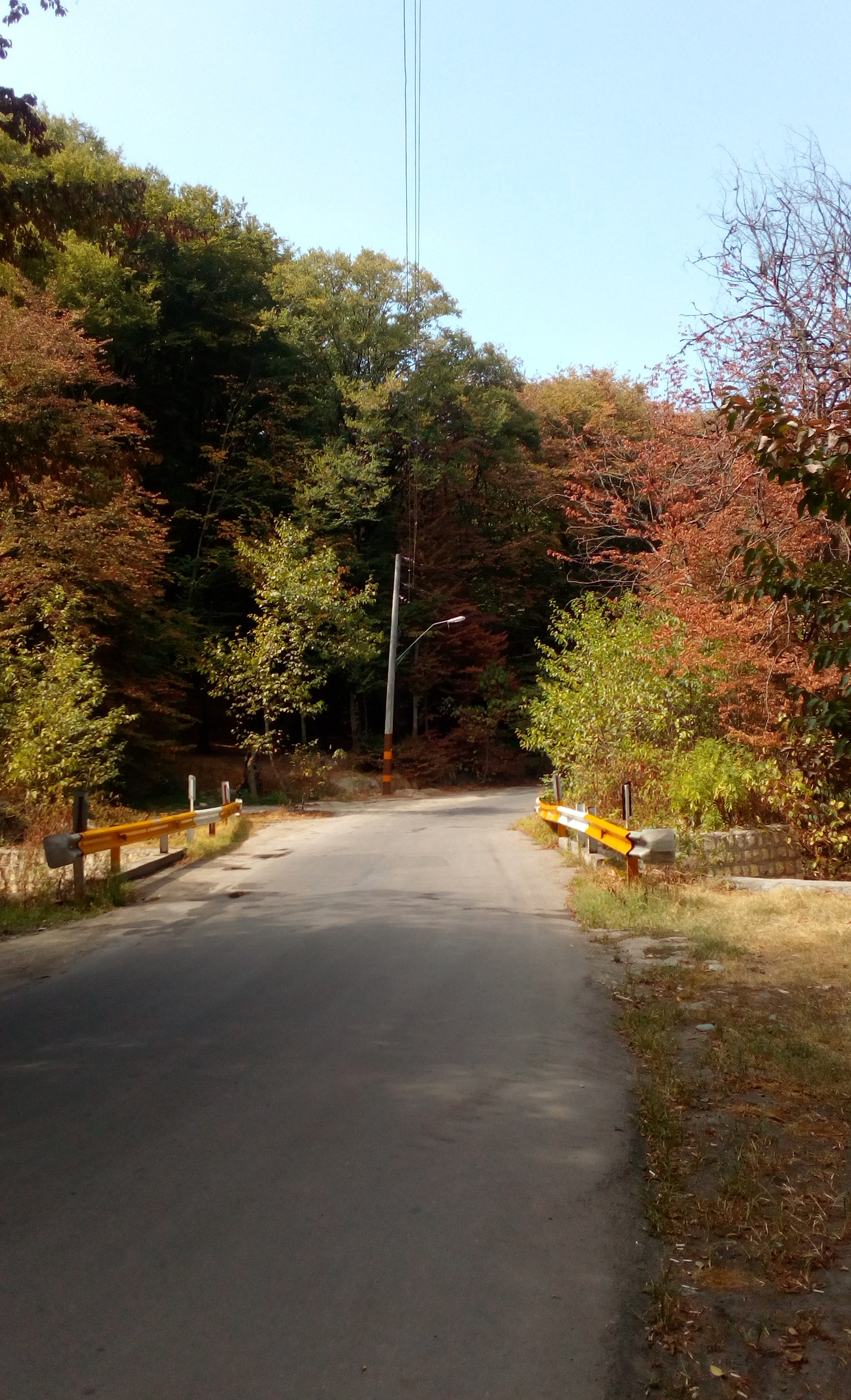
نمایی از درون بوستان جنگلی النگدره
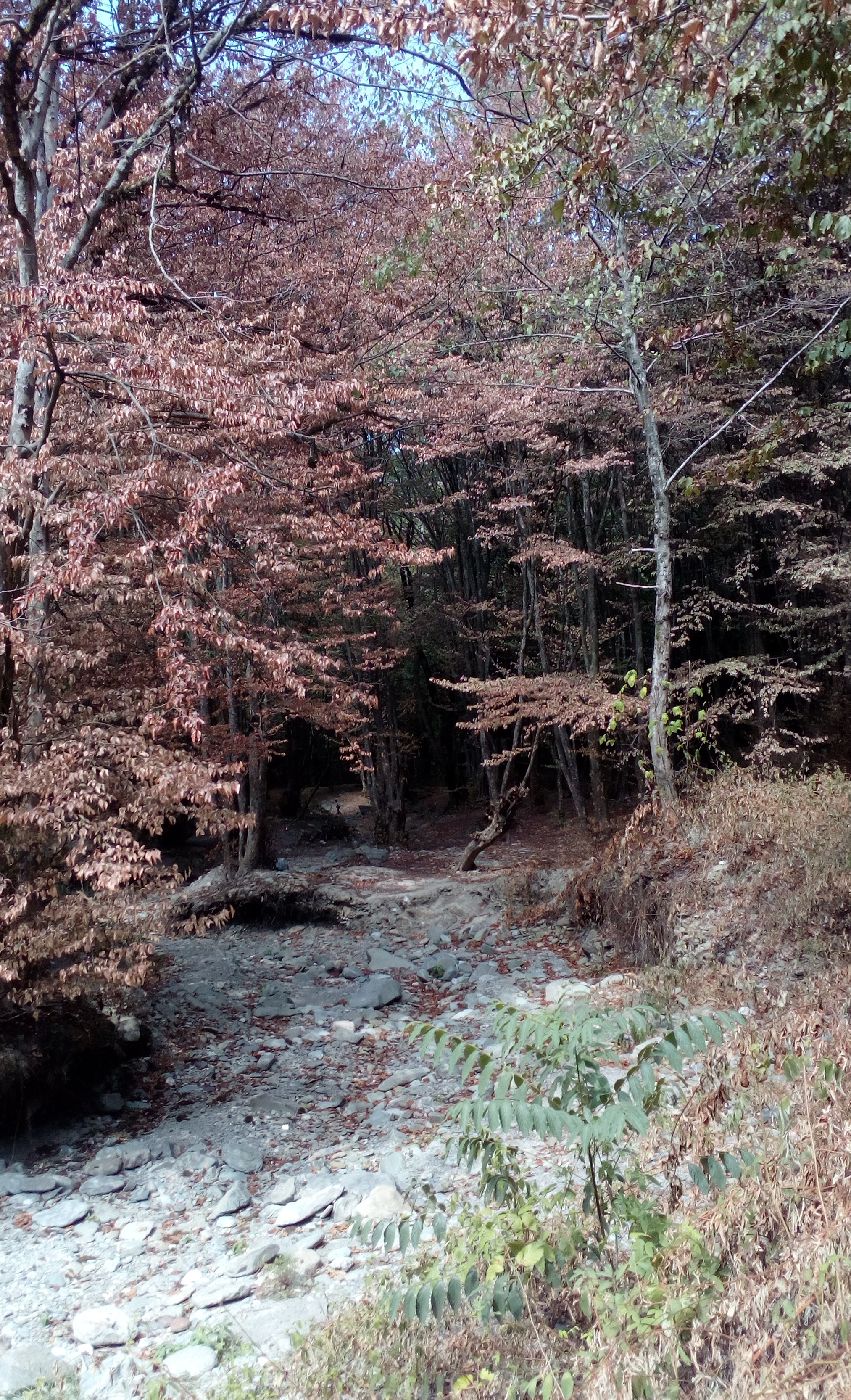
نمایی از بوستان جنگلی النگدره
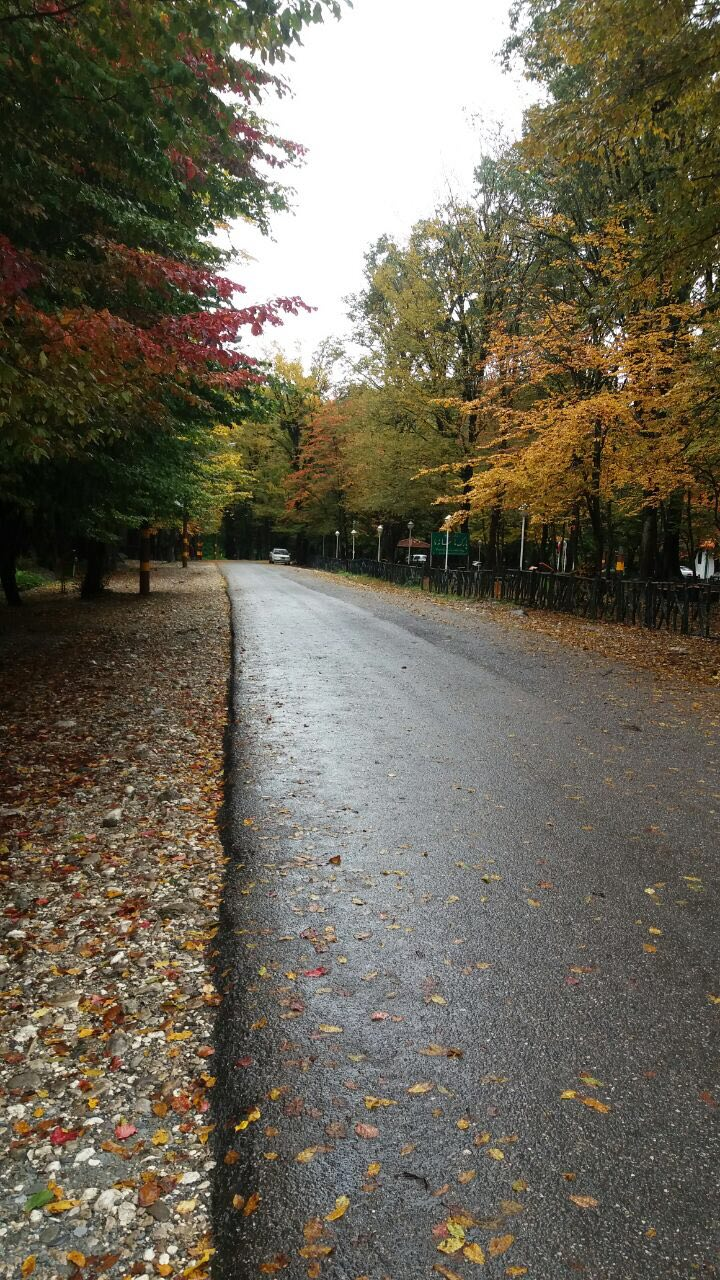
بوستان جنگلی النگدره